# 바턴 스트릿 아레나
바턴 스트릿 아레나(영어: Barton Street Arena)은 캐나다 온타리오주 해밀턴에 위치한 실내 경기장이다. 과거 NHL 해밀턴 타이거스의 홈경기장으로 사용했다.